# Эрсеной
Эрсено́й (чечен. Эрсана) — село в Веденском районе Чеченской Республики. Административный центр Эрсенойского сельского поселения.

## География
Село расположено на левом берегу реки Гумс, в 15 км к северо-востоку от районного центра Ведено.
Ближайшие населённые пункты: на северо-востоке — сёла Нижние Курчали и Средние Курчали, на востоке — Кошка-Аре, на северо-западе — сёла Меседой и Агишбатой, на юго-востоке — сёла Тазен-Кала и Юкерчу-Гонха, на юго-западе — сёла Дышне-Ведено, Ведено и Октябрьское.

## История
Эрсеной представляет собой отдельный чеченский тайп. Название тайпа и населённого пункта, вероятно, восходит к чеченскому — арса (арсанаш) — «можжевельник».
Во время восстания 1860—1861 годов рядом с аулом Эрсеной происходили столкновения между повстанцами и царскими войсками.
В 1874 году отмечается, что аул Эрсеной входит в состав 1-го участка Веденского округа Терской области. В ауле находится 131 двор, в котором проживают 561 человек, также в ауле находится одна мечеть. В 1883 году — 165 дворов с 703 жителями.
В период с 1944 по 1958 год, после депортации чеченцев и ингушей и упразднения Чечено-Ингушской АССР, село носило название Кидеро и входило в состав Веденского района ДАССР.
В 1958 году с восстановлением Чечено-Ингушской АССР, селу было возвращено его прежнее название — Эрсеной.

## Население
| 2002 | 2010 | 2012 | 2013 | 2014 | 2015 | 2016 |
| ---- | ---- | ---- | ---- | ---- | ---- | ---- |
| 302  | ↗420 | ↗423 | ↘422 | ↗427 | ↘425 | ↘419 |
| 2017 | 2018 | 2019 | 2020 | 2021 | 2023 | 2024 |
| ↗453 | ↗457 | ↗460 | ↗465 | ↘420 | ↗425 | ↘421 |